# Státní znak Nizozemska
Státní znak Nizozemska byl přijat v roce 1815 (BESLUIT van den 24 Augustus 1815, nr. 71, waarbij het Rijkswapen wordt vastgesteld) a byl dvakrát upraven, poprvé v roce 1907 (Besluit van den 10den Juli 1907, houdend nadere vaststelling van het wapen van het Koninkrijk der Nederlanden, alsmede van de andere leden van het Koninklijk Huis) a naposledy v roce 1980 (Koninklijk Besluit van 23 april 1980, no. 3, Stb. 206, tot het voeren van het Koninklijk wapen). 
Znak se skládá především z těchto částí:
- Štít se zlatým lvem s napřaženým mečem v jedné a svazkem sedmi šípů v druhé tlapě (pochází z erbu Generálních stavů republiky Spojených provincií Nizozemských, 7 šípů značí 7 provincií. Šipky jsou také symbolem spolupráce: samotné jsou zranitelné, ale dohromady jsou silné.)
- Štít je modrý, posypaný zlatými  šindely (billets, nizozemsky "blokjes"), ze znaku Nasavska, tj. místo původu vládnoucího rodu. Došlo tak ke zkombinování znaku země a dynastie do jednoho bez použití více znaků (např. srdeční štítek, dělení, atd...)
- Motto pod štítem: Je Maintiendrai je francouzsky a znamená "Já udržím" - pochází z erbu rodu Châlons
- Nad štítem je královská koruna a znak podpírají jako štítonoši dva zlatí lvi. Je-li panovníkem muž, může být koruna nahrazena přílbou s klenotem ottonské větve Nasavských: černá křídla, přeložená prohnutým stříbrným kosmým břevnem, na kterém jsou tři zelené lipové listy řapíky vzhůru. V 19. století král používal nesprávně klenot walramovské linie - sedícího lva mezi modrými rohy, posypanými zlatými šindeli.
- Celý znak je položen na královský stan pod další královskou korunu.
- Ostatní členové mají své erby, obsahující kombinaci nizozemského znaku, erbu Oranžských (modrý lovčí roh na červené stuze ve zlatě) a erbu otce, pokud se do rodu přiženil (stříbrný hrad v zeleném poli Clause van Amsberg - princ Konstantin, zesnulý princ Johan Friso, červená růže ve stříbrném poli prince Bernarda z Lippe - princezna Beatrix, černá hlava tura ve zlatě Jindřicha Meklenburského - její matka princezna Juliana). Všichni členové královského domu však užívají neodlišenou královskou korunu.

Verze z roku z let 1815 až 1907 se od současné liší tím že na současné již štítonoši nemají na hlavách královskou korunu a hledí k sobě. V první verzi také byli štítonoši přirození vpřed hledící lvi, nikoli lvi zlatí. 
Koruna a královský plášť byly k znaku přidány po tom, co byla dynastie Orange-Nassau povýšena na královskou. Tento úplný (velký) znak je nazýván královským znakem (Koniklijk wapen), korunovaný štít bez pláště, jen se štítonoši a stuhou s heslem, tedy střední znak, je nazýván říšským znakem (Rijkswapen) a užívá jej vláda, je zobrazen na pasech a označují se jím zahraniční zastupitelské úřady Nizozemska. Malý znak (Klein wapen, Klein Rijkswapen) byl zobrazen na mincích (Gulden) a na dopisech (též na úředních razítkách). Představuje korunovaný štít státního znaku. Ještě menší verze bez koruny nemá oficiální charakter.  

Verze znaku z let 1815 až 1907
Znak republiky spojeného Nizozemí
Znak rodu Nasavského
Znak Viléma VI./I. jako suverénního knížete nizozemského
Znak Holandského království